# Gabriel Krasiński
Gabriel Krasiński (ur. 1606 w Staroźrebach, zm. 12 sierpnia 1676) – starosta nowokorczyński (1651), kasztelan płocki (1654), wierszopis. 
Był czwartym synem Stanisława, wojewody płockiego, i Anny Michowskiej; bratem Ludwika i Jana Kazimierza. Brał udział w wojnach kozackich i szwedzkich. Bił się w roku 1651 pod Beresteczkiem, zdobywał w roku 1656 okupowaną przez Szwedów Warszawę, oblegał w roku 1657 obsadzony szwedzką i siedmiogrodzką załogą Kraków. W 1654 wszedł do senatu jako kasztelan płocki po śmierci starszego brata Stanisława. 
Jest autorem rękopiśmiennej kroniki wierszowanej z lat (1655–1669) pt. Taniec Rzeczypospolitej Polskiej. Kronikę tę podpisał: G. K. K. P. S. N. K., tj. Gabriel Krasiński Kasztelan Płocki Starosta Nowomiejski Korczyński.
Żonaty był z Zofią Lanckorońską, podkomorzanką sandomierską (zm. 1650). Zapoczątkował sandomierską linię młodszej gałęzi swego rodu. Z Zofii Lanckorońskiej pozostawił liczne potomstwo, synów Gabriela, podkomorzego płockiego i starostę nowokorczyńskiego i Mikołaja, kasztelana małogoskiego oraz sześć córek. Zmarł po dłuższej chorobie (nie było go już na elekcji 1674) według płyty nagrobnej położonej przez syna Mikołaja w kaplicy Krasińskich, w kościele parafialnym w Lisowie gm. Morawica, 12 sierpnia 1676.